# Zone de secours Limbourg Sud-ouest
(nl) Hulpverleningszone Zuidwest-Limburg
La zone de secours Limbourg Sud-ouest, en néerlandais hulpverleningszone Zuidwest-Limburg, est l'une des 34 zones de secours de Belgique et l'une des 3 zones de la province de Limbourg.

## Histoire
Le 29 novembre 1942 se produisit la catastrophe de Tessenderlo, lorsque 150 tonnes de nitrate d'ammonium explosèrent dans l'usine Produits Chimiques de Tessenderlo, faisant 189 morts et environ 900 blessés, soit l'une des catastrophes les plus meurtrières du pays. 
La commune de Tessenderlo fait actuellement partie de la zone de secours Limbourg Sud-ouest, qui entra en fonction le 1er janvier 2014, comme toutes les autres zones de secours de Belgique.

## Caractéristiques

### Communes protégées
La zone de secours Limbourg Sud-ouest couvre les 19 communes suivantes: 
Alken, Beringen, Looz, Diepenbeek, Gingelom, Halen, Hasselt, Heers, Herck-la-Ville, Herstappe, Heusden-Zolder, Kortessem, Lummen, Nieuwerkerken, Saint-Trond, Tessenderlo, Tongres, Wellen et Zonhoven.

## Casernes
Voir aussi: Liste des services d'incendie belges
La zone de secours Limbourg Est dispose de 8 casernes appelées postes, situées à :
- Beringen
- Looz
- Hasselt
- Herck-la-Ville
- Heusden-Zolder
- Saint-Trond
- Tessenderlo
- Tongres

### Textes de loi
- Loi du 15 mai 2007 concernant la réforme de la sécurité civile belge[4].

- Arrêté Royal du 2 février 2009 déterminant la délimitation territoriale des zones de secours (Moniteur belge du 17 février 2009).